# Кліщинець палестинський
Кліщинець палестинський (Arum palaestinum), «соломонова лілія» — багаторічна трав'яниста рослина роду арум (родина ароїдних), типова для Ізраїля.
Досягає близько 25 см висотою, період цвітіння — березень/квітень. Використовується у традиційній медицині.